# Waarheidsserum

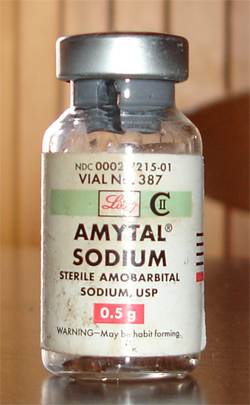
Natriumamytal

Waarheidsserum is een populaire naam voor een farmacon dat gebruikt kan worden om informatie te verkrijgen van een onwillig persoon. De term is onder meer gebruikt voor ethanol (alcohol), scopolamine, 3-quinuclidinyl benzilaat (QNB), midazolam, natriumthiopental (pentothal), en natriumamytal (amobarbital).
Als waarheidsserum worden bijvoorbeeld het barbituraat natriumthiopental (Pentothal), maar ook andere slaapmiddelen of alcohol gebruikt. Pentothal wordt in de dagelijkse medische praktijk gebruikt als anestheticum en vroeger in sommige gevallen ook als anti-epilepticum. Het middel kan per injectie worden toegediend. De ingespotene kan zich zweverig voelen, minder vermogen hebben om weerstand te bieden en gemakkelijker op vragen antwoorden.
Natriumthiopental is zeker niet perfect als waarheidsserum. Na het toedienen van het middel zijn sommigen nog in staat valse verklaringen af te leggen en velen zullen onterecht instemmen met onder enige druk aangeleverde suggesties. In films en boeken, waarin de methode vaak een volstrekt overdreven effectiviteit werd toegedicht, werd de stof vaak met een spelfout 'pentatol' genoemd.
Bij geheime diensten en seances wordt ook scopolamine wel gebruikt. In de jaren 1950 onderzocht de Engelse geheime dienst MI6 zonder succes de werking van LSD als mogelijk waarheidsserum.